# سميرة توفيق
سميرة توفيق (25 ديسمبر 1935 -)، مغنية لبنانية. اشتهرت بالغناء باللهجة البدوية ؛ قدّم لها الشعراء والملحنون من لبنان وسوريا والأردن العديد من الأغاني التي نالت شهرة عربية، منها أغنيات «حسنك يا زين» و«أسمر خفيف الروح» للفنان توفيق النمري التي كانت بداية شهرتها. كما ساهمت في عدة مسلسلات وأفلام كممثلة ومغنية أمام كبار الفنانين في كلٍ من سوريا ولبنان. هي عضو في نقابة الفنانين المحترفين في لبنان.

## حياتها
ولدت في قرية أم حارتين في  لعائلة أرمنية مسيحية، كانت والدتها نعيمة ربة منزل ولها ستة أبناء: جانيت، ونوال، وسميرة، وشارل، وجورج ومانويل . أما والدها غسطين، فكان يعمل في ميناء بيروت.

## مسيرتها الفنية
بدأت وهي الصغرى بين شقيقاتها، تظهر موهبتها الغنائية عندما كانت في السابعة وعندما أصبحت في الثالثة عشرة اخذت تحيي الحفلات الغنائية على مسارح بيروت الخاصة بالعائلات وفي مقدمها مسرح عجرم، وبعدها تنقلت في عدد من المناطق اللبنانية منها عالية حيث وقفت على أحد أهم مسارحها في تلك الحقبة «مسرح طانيوس» تغني لسعاد محمد وليلى مراد ، فنالت أول مبلغ من المال وهو مائة ليرة لبنانية.
كانت عائلتها ترافقها في تنقلاتها، فعرفت بالمطربة صاحبة الاسطول السادس بعد انطلاقتها من بيروت أوائل الستينات تبنتها إذاعة الأردن الرسمية من خلال أغنية بعنوان «بين الدوالي»، فغنت عبر أثيرها مباشرة على الهواء للشاعر جميل العاصي، وبعدها تتابعت الأغاني وانتشرت أغانيها في لبنان والبلدان العربية، خصوصاً إنها تميزت بلهجتها البدوية مما أعطاها لوناً خاصا.
تعاونت مع عدد من الملحنين والشعراء في لبنان والعالم العربي، وبينهم عفيف رضوان، وعبد الجليل وهبي، ومحمد محسن ، ورفيق حبيقة، والياس الرحباني،وزكي ناصيف وملحم بركات، وايلي شويري، ووسام الأمير، وفيلمون وهبي الذي ربطتها بعائلته صداقة متينة، فالتقت في بداياتها الملحن اللبناني توفيق البيلوني الذي شجعها على الغناء، فأستوحت منه اسمها الفني وقالت له : «أنا سميرة والتوفيق من الله».
أحيت العديد من الحفلات في أرجاء العالم، فافتتحت «أوبرا هاوس» في مدينة ملبورن الأسترالية إلى جانب الفنان وديع الصافي، وقد حضرت الحفل الذي أُقيم أوائل السبعينات ملكة إنجلترا إليزابيت الثانية، كما شاركت في انطلاق النادي اللبناني المكسيكي فكانت المطربة العربية الوحيدة التي مثلت بلادها هناك بدعوة من الجالية اللبنانية فيها، وحازت المفاتيح البرونزية والذهبية لعدة بلدان بينها فنزويلا التي كرمها مجلس النواب فيها، وكانت تتمتع بقاعدة شعبية كبيرة فيها كما أحيت حفلات في فرنسا وأفريقيا ولندن.

## حياتها الخاصة
بقيت حياتها العاطفية دائما بعيدة عن الأنظار إلا مرتين فقط، عندما ارتبطت بقصة حب مع مدير تلفزيون لبنان الرسمي في السبعينات عز الدين الصبح، وما لبث الخطيبان أن افترقا من دون إثارة أي ضجة حول الموضوع، وفي منتصف التسعينات تزوجت من رجل أعمال لبناني يعيش في السويد ، وهو الزواج الوحيد الذي حصل في حياتها، وهي مبتعدة عن الساحة الفنية وتعيش مع زوجها في السويد.

### حالتها الصحية
تعرضت لعدة مشكلات صحية، فالنكسة الأولى كانت عام 1965 أثناء أدائها دور البطولة في فيلم (بدوية في باريس) وعرض عليها يومها المخرج محمد سلمان أن تقوم ممثلة بديلة عنها بقفزة عن صخرة مرتفعة فرفضت وأصرت على أن تقوم بالقفزة بنفسها فأصيب ظهرها بكسر أجبرها على التوقف عن العمل لفترة، خصوصا أن الأطباء اكتشفوا لاحقا بأن معدتها أصيبت من جراء سقوطها على الأرض بارتجاج، فانقلبت رأسا على عقب واضطرت للخضوع لجراحة لإعادتها إلى مكانها الطبيعي.

## أعمالها

### من الأفلام
- 1976: أيام في لندن.
- 1975: عروس التحدي.
- 1974: الغجرية العاشقة (فيلم).
- 1974: عنتر فارس الصحراء.
- 1974: فاتنة الصحراء.
- 1973: عروس من دمشق.
- 1970: بنت الشيخ.
- 1969: غزلان.
- 1967: القاهرون.
- 1965: بدوية في روما (فيلم).
- 1964: بنت عنتر.
- 1964: عتاب.
- 1964: حسناء البادية (فيلم).
- 1964: بدوية في باريس.
- 1963: البدوية العاشقة (فيلم).
- 1975: الاستعراض الكبير.

وكان في نصيبها مسلسلان حملا اسم (فارس ونجود) وأنتج بعام 1974 ، ومسلسل سمرا وأنتج عام 1977.

## أغانيها
كانت أغانيها بدوية وقد اشتهرت بهذا اللون، حتى أن الإذاعة المصرية لم تذع أغانيها فترة حكم جمال عبد الناصر وأنور السادات لمصر ، ومن أغانيها المعروفة «يا هلا بالضيف» التي صارت بمثابة نشيد يذاع في المناسبات عند استقبال شخصيات رسمية في لبنان والعالم العربي.
خلال لقاء خاص معها عبر قناة الجديد اللبنانية وأيضاً خلال مؤتمر على هامش مهرجان سوق واقف في قطر قالت إنها تحب المطربة اللبنانية الشهيرة ديانا حداد وقالت إن حداد تعتبرها خليفتها في تقديم الأغنية البدوية وإنها تحب سماع أرشيفها الغنائي بصوت حداد.

### من أشهر أغانيها
- يا هلا بالضيف
- أسمر خفيف الروح
- هيلا دانا لا دانا
- بصارة وبراجة
- بيع الجمل يا علي
- عالعين موليتين
- رف الحمام
- بالله تصبوا هالقهوة
- دورولي عالحبيب
- وح وح واني بردانه
- حبك مر
- لا باكل ولا بشرب
- يا ديراوية يا دادا
- على دقة قدمك يا حبيبي
- شعالة يا قدري
- يابو عبد الفتاح
- علّوا دبكتكم
- مندل يا كريمي الغربي
- بدوية بالجلابية
- يا راكب على عبيا
- عمي الهوى رماني
- أيام اللولو
- أسمر يا حلو
- يا سارق قلبي
- يا عريس الزين
- قولولي شلون
- بردى بردانة
- جميلة
- طلوا الحبايب
- يومين والثالث
- بسك تيجي حارتنا
- يا بو العيون حلوين
- يما يا يما
- ما قدرت أودعهم
- ما أقدر أقولك
- قلبي هواك
- وادانا وادنا
- فرح فرح
- قوم درجلي
- ماني يامي ماني
- هدني
- يا جاي من حلب
- يا خالي قرب العيد
- ذهب ما بدي
- أبوي وأمي
- آه كافس
- آه يا ليل
- سيد العارفين
- شمس الحلوين
- يا بدوية
- عالدبكة يالله
- ضربني وبكى
- شلح التوب
- بالله يلي رايح
- يابو العيون حلوين
- يا مرحبا بزوارنا
- بلا لوم
- تنقل يا غزالي
- يا بنات الخليج
- حبيبي ضمني
- إحنا بنات القوم
- بطلت الحب
- ولهان
- وش حبيبك يا غزال
- عودوا يا حبايب
- يا عنتر
- وين ع رام الله
- يمه هنا يمه يام سعدون يمه

## روابط خارجية
- سميرة توفيق على موقع IMDb (الإنجليزية)
- سميرة توفيق على موقع قاعدة بيانات الأفلام العربية
- سميرة توفيق على موقع ميوزك برينز (الإنجليزية)
- سميرة توفيق على موقع ديسكوغز (الإنجليزية)
- سميرة توفيق على موقع قاعدة بيانات الفيلم (الإنجليزية)